# Більче-Золотецьке поселення трипільської культури

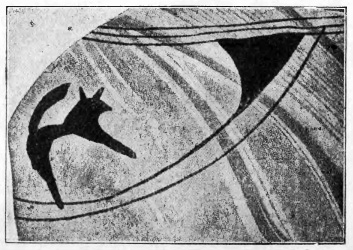
Черепок глиняної посудини з малюнком собаки, знайдений в Більче-Золотому

Більче-Золотецьке поселення трипільської культури — поселення трипільськоі культури (4440—4100 рр. до н. е.; 3800—3300 рр. до н. е.), розташоване в с. Більче-Золоте Борщівського району Тернопільської області.
Займає природне підвищення на території сільського парку та частину села. Для нижнього шару характерні матеріали заліщицької групи, для верхнього — шипинецької групи.
На поселенні також знайдено декілька фрагментів посуду культури лінійно-стрічкової кераміки.
Поселення виявили під час проведення земляних робіт в маєтку Леона Сапеги (1884).

## Дослідники
Досліджували Е.Павлович і Ґ.Оссовський (1889—1891). Розвідку та шурфування проводили В.Деметрикевич (1898); В.Гребеняк; В. Н. Еравець, І. К. Свєшніков, Г. М. Власова (1952, 1956); М. П. Сохацький (2000).

## Опис поселення

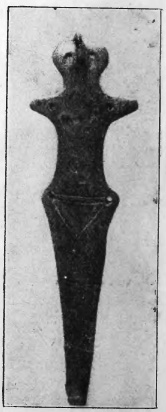
Глиняна фігурка людської подоби

Загальна площа поселення — 8 га. Поселення багатошарове. Під час розкопок встановлено, що давніший шар із заліщицькою керамікою відділений метровим стерильним прошарком від верхнього шару з керамікою шипинецької групи. Досліджено залишки 20 наземних жител, зібрано велику колекцію кераміки, крем'яних знарядь праці, глиняні статуетки, кістяне шило, дрібні мідні вироби.
Для нижнього горизонту характерна столова кераміка, прикрашена червоним і чорним розписом по білому тлу: розписані з обох боків чаші, грушоподібні посудини, бійок леподібна посудина. Для верхнього горизонту типовим є столовий посуд, прикрашений монохромним розписом. Основні його форми: миски, кубки, грушоподібні посудини та біконічні посудини.

## Музеї
До 1907 колекція знахідок з поселення складала основу археологічного музею, розміщеного в місцевому палаці Леона Сапеги. Пізніше її перевезли до Краківського археологічного музею. Матеріали з пізніших розкопок зберігаються у Львівському історичному музеї та Борщівському обласному краєзнавчому музеї.